# ジザフ
ジザフ（ウズベク語: Jizzax / Жиззах、ロシア語: Джизак）は、ウズベキスタンのジザフ州にある都市で、同州の州都である。サマルカンドの北東に位置する。人口は13万8400人（2004年）。ジザクとも表記される。

## 概要
ゴロドナヤ・ステップの辺縁にあたり、シルクロードはここからテュルケスタン山地のジラヌティ峠（ティムールの門の意）を越えザラフシャン渓谷に入る。そこからサマルカンドやブハラに至る。
地名はソグド語で「小さな砦」の意味。かつてはソグド人の町で、オシュルーシャナと呼ばれた。後にアラブ人に征服され、土着の遊牧民と入植者との交易地になった。アラブ人は複数の砦を築き、街の防衛のためガジ（兵）を駐屯させた。砦はブハラ・アミール国支配下の19世紀により強固なものとなった。「タシケントの獅子」とあだ名されたロシア帝国のミハイル・チェルニャエフ将軍はジザフの攻略を試みたが、一回目は失敗、二回目に兵士6人の犠牲を出してようやく成功した。このとき、市民の死者は6000人に達した。旧市街はほとんどが焦土と化し、住民が強制移住させられる代わりにロシア人が入植した。
1916年にはロシア支配に対する反乱が起こったがただちに鎮圧された。その翌年、後にウズベキスタン共産党第一書記となるシャラフ・ラシドフが生まれた。
こんにちの市街にラシドフが生まれるより以前のものはほとんど見られない。大学が2校あり、7000人が学んでいる。

## 名所
- シャラフ・ラシドフ記念博物館
- 州立博物館

## スポーツ
国内最上位サッカーリーグのウズベク・リーグに所属するPFCソグディアナ・ジザフが本拠地としている。

## 出身有名人
- パトフ・ショディエフ - ショディエフ財団創始者